# Thanetien
Thanetien er sidste stadie i den geologiske tidsalder Palæocæn. Perioden begyndte for 58,7 ± 0,2 millioner år siden og sluttede for 55,8 ± 0,2 millioner år siden.